# Elmwood (Illinois)
Elmwood – miasto w Stanach Zjednoczonych, w stanie Illinois, w hrabstwie Peoria.